# جبريل أوروزكو
جبريل أوروزكو (بالإسبانية: Gabriel Orozco)‏ هو فنان ورسام ومصور مكسيكي، ولد في 27 أبريل 1962 في خالابا في المكسيك.

## وصلات خارجية
- جبريل أوروزكو على موقع مونزينجر (الألمانية)
- جبريل أوروزكو على موقع ديسكوغز (الإنجليزية)